# Luzula parviflora
Luzula parviflora là một loài thực vật có hoa trong họ Juncaceae. Loài này được (Ehrh.) Desv. mô tả khoa học đầu tiên năm 1808.